# Steyr M1912
La Steyr M1912 fue diseñada en 1911 por Karel Krnka, que trabajaba para la empresa austriaca Steyr Mannlicher, basándose en el sistema básico de la pistola Roth-Steyr M1907. Fue desarrollada para el Imperial y Real Ejército austrohúngaro y adoptada en 1914 como la M1912. Estuvo en servicio con la Wehrmacht en cantidades limitadas hasta el fin de la Segunda Guerra Mundial.
La Steyr M1912 es frecuentemente conocida como la Steyr-Hahn (Steyr-Martillo). Esto se debe a su martillo externo, pero diseños contemporáneos e incluso los primeros diseños de la Steyr empleaban martillos externos.
La M1912 fue originalmente calibrada para el cartucho 9 x 23 Steyr, pero después de la anexión de Austria por Alemania en 1938, la M1912 fue incorporada al servicio de la Wehrmacht y unas 60.000 fueron recalibradas en 9 x 19, siendo empleadas hasta el final de la guerra.

## Historia
La M1912 fue desarrollada como un arma militar con el nombre Modelo 1911, pero no fue aceptada hasta 1914 como la M12. Fue inicialmente suministrada al Landwehr austriaco (unidades de reserva), mientras que las unidades de primera línea iban armadas con pistolas Roth-Steyr M1907 y revólveres Rast-Gasser M1898. Se hicieron encargos por parte de Chile y Rumania. Durante la Primera Guerra Mundial, el Imperio austrohúngaro padeció una escasez de pistolas y se incrementó la producción de la M1912. Alemania también ordenó un lote de 10 000 pistolas (no confundir con la incorporación de la M1912 en servicio de la Wehrmacht durante la Segunda Guerra Mundial), calibradas para el cartucho 9 x 19. 
Después de la Primera Guerra Mundial se produjo un modelo comercial (la Steyr M1911) que fue bastante popular entre los oficiales del Ejército austriaco, pero la Steyr debía basarse en las exportaciones para mantener la producción. Tras la anexión de Austria por parte de Alemania, la Wehrmacht hizo un pequeño encargo de pistolas (60.000+) calibradas para el cartucho 9 x 19 Parabellum. Su designación oficial en servicio alemán fue 9mm P12(Ö) (Ö de Österreichische, austriaca en alemán). Las pistolas empleadas por la Wehrmacht se distinguían por el 08 estampado en la corredera y el Wehrmachtadler (águila de la Wehrmacht, en alemán) estampado en el armazón, sobre el gatillo.
La M1912 es una pistola fiable y resistente. Su sistema de acción es generalmente de buena calidad y capaz de soportar las sucias condiciones de la guerra de trincheras de la Primera Guerra Mundial sin muchos problemas.

## Detalles de diseño
La Steyr M1912 es accionada por un sistema de retroceso corto y con el cañón soltándose de la corredera mediante rotación. Cuando la pistola es disparada y la corredera empieza a retroceder, un sistema de tetones y entalles alrededor del cañón lo hacen girar 20° hasta que un tetón choca con una cuña y detiene al cañón mientras que la corredera continua moviéndose hacia atrás. 
Cuando el muelle recuperador hace regresar la corredera a su posición original, el extractor extrae e introduce en la recámara un cartucho desde el cargador, al mismo tiempo que el sistema de acerrojado, gira el cañón y lo reúne con la corredera disponiendo a la pistola para el próximo disparo. La palanca del seguro, situada en el lado izquierdo del armazón, se gira e introduce en una hendidura de la corredera para inmovilizarla. Un sistema desconector evitará que el arma se dispare hasta que la corredera esté completamente cerrada.
Aunque el cargador está situado en la empuñadura, forma parte de la pistola y es alimentado desde arriba usando peines de ocho cartuchos. Para cargarla, se tira hacia atrás la corredera para exponer la teja elevadora, se inserta el peine en sus guías y se empujan los cartuchos dentro del almacén del cargador. El peine vacío se retira y desecha.
Como en la mayoría de pistolas con cargador interno fijo, se puede emplear una palanca para soltar el retén del cargador y vaciar los cartuchos.

## Variantes

### Pistola ametralladora Repetierpistole M1912/P16

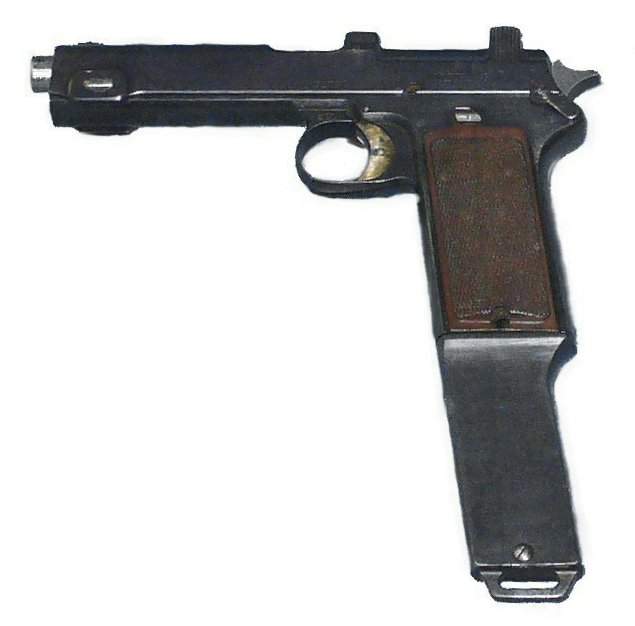
Pistola ametralladora Steyr M1912/P16. Esta variante con cargador alargado era frecuentemente equipada con un culatín, para controlar el retroceso.

Durante la Primera Guerra Mundial se produjo una versión automática de la Steyr M1912, llamada Repetierpistole M1912/P16. Tenía un cargador interno fijo de 16 cartuchos, cargado mediante dos peines de 8 cartuchos, un culatín desmontable y un selector bastante grande en el lado derecho del armazón encima del gatillo (abajo=semiautomático y arriba=automático). Tenía una cadencia de 800-1000 disparos/minuto. Pesaba 1,17 kg. Entró en servicio en 1916 y es considerada la primera pistola ametralladora del mundo. Solo se fabricaron 960 M1912/P16.

### Pistola ametralladora Doppelpistole M.12
Estaba disponible un culatín donde se podían montar dos pistolas ametralladoras Steyr M1912/P16, conocido como Doppelpistole M.12.

## Usuarios
- Imperio austrohúngaro
- Austria
- Alemania nazi
- Chile
- Rumania